# Leo (2023)
Leo é um filme de animação e comédia musical de 2023, dirigido por Robert Marianetti, Robert Smigel e David Wachtenheim (nas estreias de Marianetti e Wachtenheim na direção de longas-metragens), escrita por Smigel, Adam Sandler e Paul Sado, e produzida por Sandler e Mireille Soria. O segundo longa de animação da produtora de Sandler, a Happy Madison Productions, 21 anos depois de Eight Crazy Nights (2002). Leo conta com as vozes de Sandler , Bill Burr, Cecily Strong e Jason Alexander, além de Sadie Sandler, Sunny Sandler, Rob Schneider, Jo Koy, Allison Strong, Jackie Sandler, Heidi Gardner, Robert Smigel e Nick Swardson nos demais papéis principais.
Leo foi lançado pela Netflix em 21 de novembro de 2023, receberam críticas geralmente positivas, que elogiaram a animação, a dublagem e os números musicais.

## Enredo
O filme narra o último ano de um ensino fundamental de Fort Myers pelos olhos do tuatara Leo, o bichinho de estimação da sala. Leo, que vive junto com Squirtle, uma tartaruga-de-caixa-da-Flórida. Após décadas preso naquela sala de aula, Leo descobre que só tem mais um ano de vida e planeja fugir para a liberdade, mas acaba tendo que proteger sua turma de uma terrível professora substituta. 

## Elenco
- Adam Sandler como Leo
- Jason Alexander como o pai de Jayda
- Rob Schneider como o diretor da Escola
- Allison Strong como Sra. Salinas
- Ko Koy como Treinadora Komura
- Nick Swardson como Cinnabun
- Jackie Sandler como a mãe de Jayda
- Stephanie Hsu como mãe de Skyler
- Sadie Sandler como Jayda
- Sunny Sandler como Summer
- Reese Lores como Mia
- Benjamin Bottani como Kabir
- Coulter Ibanez como Zane
- Bryant Tardy e Corey J. como Cole
- Ethan Smigel como Anthony

## Recepção
No site agregador de críticas Rotten Tomatoes, 83% das 75 resenhas dos críticos são positivas, com uma classificação média de 6.6/10. O consenso do site diz: "Animação habilidosa, músicas cativantes e um trabalho de voz vencedor de um elenco liderado por Adam Sandler ajudam Leo a atingir um equilíbrio desconfortável entre satírico e doce." O Metacritic, que usa uma média ponderada, atribuiu ao filme uma pontuação de 65 em 100, baseado em 15 críticos, indicando críticas "geralmente favoráveis".